# Hypoplectrus puella
Hypoplectrus puella — вид окунеподібних риб родини кам'яних окунів (Serranidae).

## Поширення
Вид поширений у Карибському морі, східній частині Мексиканської затоки, біля узбережжя Флориди, Багамських та Бермудських островів.

## Опис
Тіло завдовжки до 15 см.

## Спосіб життя
Веде одиночний спосіб життя. Мешкає в мілководних коралових та скелястих рифах на глибині до 23 м. Живиться рибою та ракоподібними.